# Ordedienst
Der Ordedienst (OD) war eine Widerstandsbewegung in den von Deutschland besetzten Niederlanden während des Zweiten Weltkrieges.

## Ordedienst
Der OD bestand hauptsächlich aus ehemaligen Offizieren und Angestellten im öffentlichen Dienst, die durch Nationalsozialisten oder niederländische Kollaborateure in ihren Ämtern ersetzt worden waren. Gewaltsame Aktionen wurden vermieden, da man optimistisch von einer Niederlage Deutschlands innerhalb eines Jahres ausging. Der OD betrieb Spionage und bereitete sich auf die Übernahme der Verwaltung und die Aufrechterhaltung der Ordnung im Falle der Befreiung vor. Der Spionagearm war der GDN (Geheime Dienst Nederland).

## Ereignisse

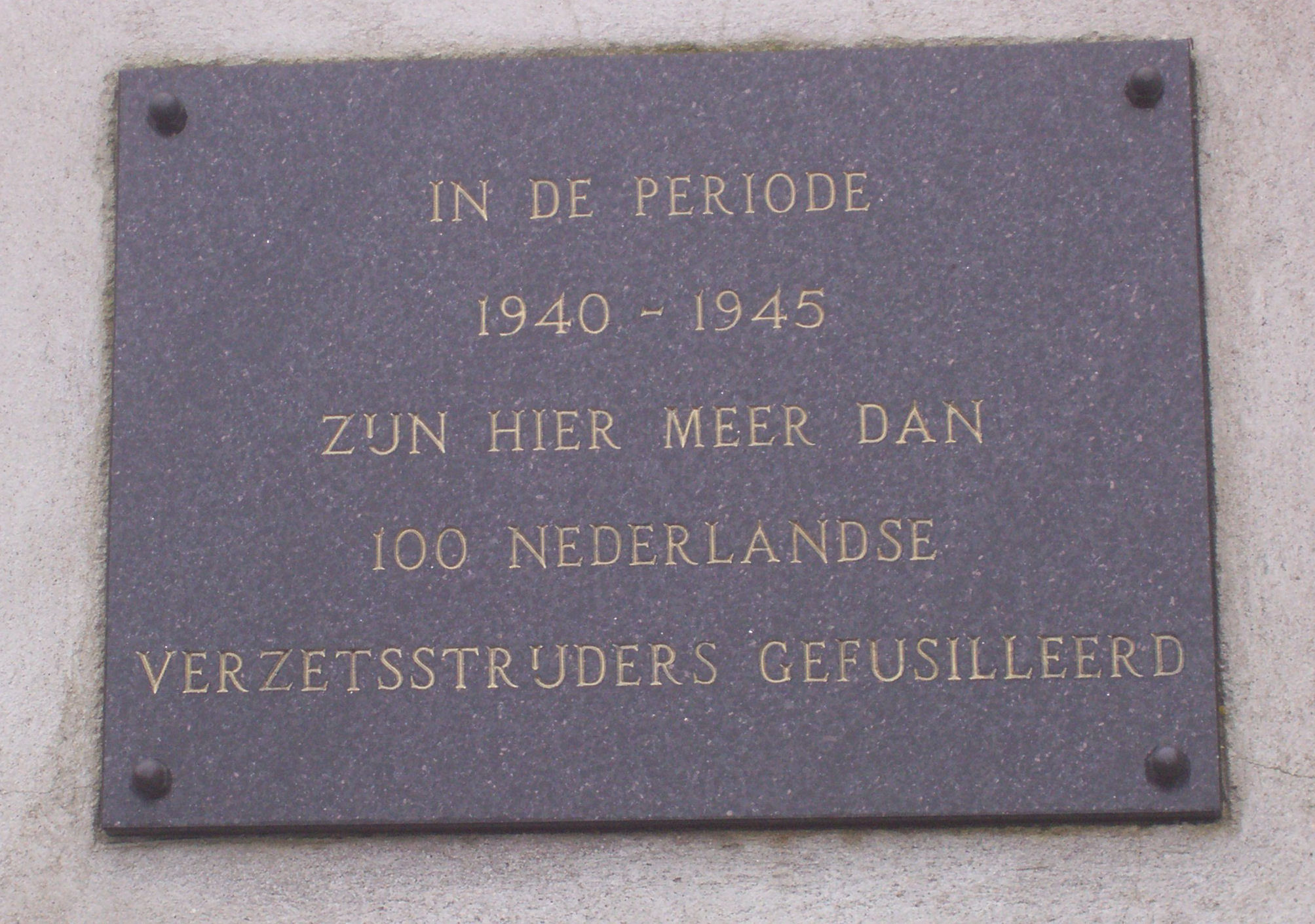
Gedenktafel für mehr als 100 hingerichtete niederländische Widerstandskämpfer, KZ Sachsenhausen

Am 3. Mai 1942 wurden einundsiebzig und am 11. Mai 1942 vierundzwanzig OD-Angehörige im KZ Sachsenhausen erschossen. Ein weiterer Rückschlag war die Deportation von 2000 kriegsgefangenen Berufsoffizieren nach Deutschland ab dem 15. Mai 1942.
Am 5. September 1944 schlossen sich der OD und die beiden Widerstandsgruppen Landelijke Knokploegen (LKP) und Raad van Verzet (RVV) mit königlichem Beschluss zu den Binnenlandsstreitkräften (Binnenlandse Strijdkrachten kurz BS) unter dem gemeinsamen Kommando von Prinz Bernhard zusammen.